# デス・レース2
『デス・レース2』（原題: Death Race 2）は、2010年のアメリカ映画。本作は『デス・レース』の前日譚であり、同シリーズ3作目『デス・レース3 インフェルノ』は続編である。

## あらすじ
2012年、経済的危機に陥り治安が悪化したアメリカ。民営化された刑務所では囚人に殺し合いをさせ、それをテレビ中継で放送するというデス・マッチが行われていた。しかし、視聴率が伸び悩んでいたのであった。ある日、マフィアの一員であるカール・ルーカスはマフィアのボス、マーカス・カーンの命令で銀行強盗を行うが、実行メンバーの中のボスの甥によって銀行強盗は失敗に終わる。メンバーは警察に追われることになるが、ルーカスはメンバーを逃がし、ボスの為に自分だけが捕り、ターミナル島刑務所に収監される。その後行われたデス・マッチにて囚人達が暴動を起こし、デス・マッチは停止、デス・マッチ責任者のウェイランド社女重役のセプテンバー・ジョーンズはクビになりそうになった。そこでジョーンズはデス・レースを提案。五回レースに勝利したら刑務所から脱出できるというルールにし、ルーカスもこれに参加したのだった。彼の前にはデス・マッチにて19人殺害したビッグ・ビル、14人殺害＆香港マフィアボスの14K。14Kのライバル、ザンダー・グレイディが立ち塞がる。特にビッグ・ビルはルーカスに復讐心を持っており、殺すチャンスを狙っていた。ルーカスは囚人仲間のゴールドバーグ、リスト、ロッコの援護を受けて、レースに出場する。一方、刑務所の外では陰謀が始まっており、ルーカスの命が狙われていた。

## 登場人物
カール・ルーカス
本作の主人公。通称ルーク。マーカス・カーン率いるマフィアの一員。銀行強盗を行った際、マーカスの甥を庇って警察に捕まった。取調べでもマーカスのために黙秘し続け、ターミナル島に収監される。セプテンバー・ジョーンズから、豪華な景品と引き換えにデス・マッチに参加しろと言われるが拒否。しかし、その次のデス・マッチにてセプテンバーの陰謀によりビッグ・ビルとリストが対決することになってしまい、リストを助けるためデス・マッチに乱入し、火炎放射器を使ってビッグ・ビルを降伏させる。その後、ビッグ・ビルに執拗に狙われる羽目に。
デス・レース1日目はトップでゴールした。2日目は、莫大な報酬と引き換えにマーカスからルーカスを殺せと言われた14K以外のレーサー全員から狙われることになる。ケイリン、アパッチを撃破し、トップに立つが、追いついてきたビッグ・ビルの追尾ミサイルで大火傷を負う。
しかし、何とか死を免れ、その後は「フランケンシュタイン」という覆面レーサーとしてデス・レースに参加することになる。そして、フランケンシュタインとしての最初のレースでセプテンバーをレース直後に轢殺、デス・レースの世界に身を投じる。
R・H・ウェイランド

マーカス・ケイン

カトリーナ・バンクス
本作のヒロイン。ターミナル島刑務所にてルーカスと出会う。ルーカスがデス・マッチに乱入した際は、最初は戸惑っていたが、白人の囚人達が女を犯しに来た際は囚人を蹴り飛ばすなどしていた。
デス・レースではルーカスのナビゲーターとしてマスタングに搭乗。車の外に出てビッグ・ビルをM134で撃つなどして決死の援護をしていく。2日目の中盤にて、マスタングに取り付けてあった脱出装置で半ば強制的にルーカスによって脱出させられるが、ルーカスを見捨てられず助けに行く。
ルーカスがいなくなった後はゴールドバーグのナビゲーターとなる筈だったが、「フランケンシュタイン」が参加することになった為、フランケンシュタインのナビゲーターとしてデス・レースに参加する。
ゴールドバーグ
ルーカスのピットの仲間のメキシコ系ユダヤ人。ルーカスの仲間として的確なアドバイスを送っていく。なお、デス・マッチの映像からデス・マッチに出場し、生還したこともある模様。ロッコが裏切ったことを知った際は、ロッコの胸倉を掴み怒りを露にしていた。
ビッグ・ビル
黒人一派のリーダー格。デス・レースでのルーカスの宿敵。デス・マッチでは19人殺害し、殺害人数はトップであった。最後のデス・マッチにてルーカスに火炎放射器により降伏させられ、強い復讐心を抱く。デス・レースでもスカーフェイス、アパッチ、ケイリンを殺害している。2日目のレースにて追尾ミサイルを使い、ルーカスを撃破。興奮のあまり、ピットの仲間まで殺して大暴れしていたが、ナビゲーターに見限られ、頭部を刃物らしきもので突き刺され、車外に放り出された後ひき殺される。
14K
チャイニーズマフィア「三合会」のボス。デス・マッチでは名前の通り14人殺害、1回降伏している。

## キャスト
| 役名                                   | 俳優                   | 日本語吹き替え |
| -------------------------------------- | ---------------------- | -------------- |
| カール・ルーカス／フランケンシュタイン | ルーク・ゴス           | 小松史法       |
| R・H・ウェイランド                     | ヴィング・レイムス     | 乃村健次       |
| マーカス・ケイン                       | ショーン・ビーン       | 内田直哉       |
| カトリーナ・バンクス                   | タニット・フェニックス | 宮島依里       |
| ゴールドバーグ                         | ダニー・トレホ         | 廣田行生       |
| ビッグ・ビル                           | デオビア・オパレイ     |                |
| 14K                                    | ロビン・ショウ         |                |
| ロッコ                                 | ジョー・ヴァズ         | 遠藤純一       |
| 日本語版制作スタッフ                   |                        |                |
| 字幕翻訳                               | 字幕翻訳               | 片野佑介       |
| 吹替翻訳                               | 吹替翻訳               | 野崎文子       |

## 登場車
登場する車はデス・レースと同じ物を使用している。
- フォード・マスタングGT（カール・ルーカスの車）
- ダッジ・ラム（ビッグ・ビルの車）
- ポルシェ 911（14Kの車）
- ビュイック・リヴィエラ（ザンダー・グレイディの車）
- ポンティアック・トランザム（ケイリンの車）
- ビュイック・リヴィエラ・ボートテール（アパッチの車）
- ジャガー・XJS（ザ・シークの車）
- クライスラー・300C（スカーフェイスの車）
- BMW・E32（ヒルビリーの車）